# Iouri Soloviev
Pour les articles homonymes, voir Soloviov.
Iouri Vladimirovitch Soloviev (en russe : Юрий Владимирович Соловьёв), né le 10 août 1940 à Leningrad et mort le 12 janvier 1977 dans l'oblast de Léningrad, est un danseur soviétique qui était premier danseur du Ballet Kirov.

## Biographie
Soloviev est contemporain de Rudolf Noureev et de Mikhaïl Baryshnikov, et était partenaire de Natalia Makarova, Alla Sizova et d'autres encore.
Le 12 janvier 1977, il est trouvé dans sa datcha près de Leningrad mort d'une blessure à la tête causée par un tir d'un fusil de chasse qu'il s'est probablement auto-infligée.
Il était marié avec la ballerine Tatiana Legat (ru) avec qui il a eu une fille, la danseuse Elena Solovieva.
L'artiste est inhumé au cimetière Serafimovski.